# Luigi Mosca
Luigi Mosca (* 1775 in Neapel; † 30. November 1824 ebenda) war ein italienischer Komponist und Gesangslehrer. Er komponierte achtzehn Opern sowie geistliche Musik.

## Leben
Mosca studierte am Conservatorio della Pietà dei Turchini in seiner Heimatstadt Neapel. Wie sein älterer Bruder, der Opernkomponist Giuseppe Mosca, studierte er Komposition bei Fedele Fenaroli. Zu seinen Gesangschülern zählte die königlich-sächsische Kammersängerin Friederike Funk.
Moscas Opern entstanden meist für Theater in Neapel. Zu seinen Lebzeiten in ganz Italien gespielt, wurden sie von der Nachwelt vergessen.
2003 wurde seine Oper L’italiana in Algeri beim Festival Rossini in Wildbad aufgeführt; eine Einspielung dieser Produktion wurde auf CD veröffentlicht.

## Bühnenwerke
- L’impresario burlato (opera buffa, Libretto von Francesco Antonio Signoretti, Teatro Nuovo, Neapel 1797)
- La sposa tra le imposture (opera buffa, Libretto von Francesco Antonio Signoretti, Teatro Nuovo, Neapel 1798)
- Un imbroglio ne porta un altro (opera buffa, Libretto von Giuseppe Palomba, Teatro Nuovo, Neapel 1799)
- Gli sposi in cimento (opera buffa, Libretto von Francesco Saverio Zini, Teatro Nuovo, Neapel 1800)
- L’omaggio sincero (musikalische Allegorie zu Ehren von König Ferdinand IV., Libretto von Giuseppe Pagliuca, Teatro del Palazzo Reale, Neapel 1800)
- Le stravaganze d’amore (opera buffa, Libretto von Francesco Saverio Zini, Teatro Nuovo, Neapel 1800)
- Gli amanti volubili (opera buffa, Libretto von Jacopo Ferretti, Teatro Valle, Rom 1801)
- L’amore per inganno (L’amoroso inganno; La cantatrice di spirito) (opera buffa, Libretto von Giuseppe Palomba, Teatro dei Fiorentini, Neapel 1801)
- Il ritorno impensato (Il ritorno inaspettato) (opera buffa, Libretto von Francesco Saverio Zini, Teatro dei Fiorentini, Neapel 1802)
- L’impostore ossia Il Marcotondo (opera buffa, Libretto von Andrea Leone Tottola, Teatro Nuovo, Neapel 1802)
- La vendetta femminina (opera buffa, Teatro dei Fiorentini, Neapel 1803; als La lezione vendetta: Théâtre-Italien, Paris 1806)
- Gli zingari in fiera (opera buffa, Libretto von Giuseppe Palomba, Genua 1806)
- I finti viaggiatori (opera buffa, Libretto von Nicasio De Mase, Teatro dei Fiorentini, Neapel 1807)
- L’italiana in Algeri (opera buffa, Libretto von Angelo Anelli, Teatro alla Scala, Mailand 1808)
- La sposa a sorte (opera buffa, Libretto von Giuseppe Palomba, Teatro dei Fiorentini, Neapel 1810)
- Il salto di Leucade (opera seria, Libretto von Giovanni Schmidt, Teatro San Carlo, Neapel 1812)
- L’audacia delusa (opera buffa, Libretto von Giuseppe Palomba, Teatro dei Fiorentini, Neapel 1813)
- Il bello piace a tutti (Auszug erhalten in der Vatikanischen Bibliothek, Rom)

## Sonstige Werke
- Gioas riconosciuto (Oratorium, Libretto von Pietro Metastasio, Palermo 1806)